# Olympische Jugend-Sommerspiele 2014/Teilnehmer (Mongolei)
| Gelbes Symbol für Goldmedaillen mit stilisierten Olympischen Ringen | Graues Symbol für Silbermedaillen mit stilisierten Olympischen Ringen | Braundes Symbol für Bronzemedaillen mit stilisierten Olympischen Ringen |
| ------------------------------------------------------------------- | --------------------------------------------------------------------- | ----------------------------------------------------------------------- |
| —                                                                   | 1                                                                     | —                                                                       |

Die Jugend-Olympiamannschaft der Mongolei für die II. Olympischen Jugend-Sommerspiele vom 16. bis 28. August 2014 in Nanjing (Volksrepublik China) bestand aus fünf Athleten.

## Athleten nach Sportarten

### Gewichtheben
Mädchen
- Mönchdschantsangiin Anchtsetseg
Klasse bis 63 kg: 4. Platz

### Judo
| Mädchen - Khulan Tseregbaatar Klasse bis 52 kg: 7. Platz Mixed: 9. Platz (im Team Tani) | Jungen - Tsogthaatar Tsend-ochir Klasse bis 62 kg: 13. Platz Mixed: 9. Platz (im Team Yamashita) |

### Ringen
Mädchen
- Bolormaagiin Dölgöön
Freistil bis 46 kg: Silber

### Schießen
Mädchen
- Angirmaa Nergui
Luftgewehr 10 m: 8. Platz
Mixed: 7. Platz (mit Prashant Tanwar  Indien)